# Bray-sur-Somme
 Bray-sur-Somme  es una población y comuna francesa, en la región de Picardía, departamento de Somme, en el distrito de Péronne y cantón de Bray-sur-Somme.

## Historia
Ciudad fronteriza con los Países Bajos de los Habsburgo, fue atacada e incendiada por tropas imperiales y españolas en 1522, 1536, 1553, 1595, 1636, 1649 y el 30 de abril de 1653 cuando su castillo es destruido durante la Fronda por Luis II de Borbón-Condé.

## Demografía
| 1185 | 1226 | 1242 | 1220 | 1320 | 1316 |
| Para los censos de 1962 a 1999 la población legal corresponde a la población sin duplicidades (Fuente: INSEE [Consultar]) |      |      |      |      |      |